# آشوت یسائیان
آشوت کولیایی یسائیان (ارمنی: Աշոտ Կոլյայի Եսայան؛ زادهٔ ۷ ژانویهٔ ۱۹۵۹) سیاست‌مدار اهل ارمنستان است که از تاریخ ۱۹۹۱ تا تاریخ ۱۹۹۵ در دولت وازگن مانوکیان، دولت گاگیک هاروتیونیان، دولت خسرو هاروتیونیان و دولت هراند باگراتیان سمت وزیر کار و تأمین اجتماعی ارمنستان را برعهده داشت.

## زندگی‌نامه
در ۷ ژانویهٔ ۱۹۵۹ در گیومری به دنیا آمد و از دانشگاه دولتی ایروان فارغ‌التحصیل شد.